# Wijkia tanytrichoides
Wijkia tanytrichoides är en bladmossart som förekommer på Sumatra i Indonesien. Wijkia tanytrichoides ingår i släktet Wijkia och familjen Sematophyllaceae. 
Ett tidigare vetenskapligt namn på denna mossart var Acanthocladium tanytrichoides (Baumgartner & J. Froehl.), 1953.